# Nyctaginaceae
Las nictagináceas (Nyctaginaceae) son una familia de plantas que engloba alrededor de 350 especies repartidas en 38 géneros. Se caracterizan por tener unas hojas de bordes lisos, opuestas. Las flores no tienen pétalos. Familia principalmente tropical y subtropical, pero en su mayoría americana.

## Descripción
Son hierbas, arbustos o árboles, erectos o escandentes, comúnmente con crecimiento secundario anómalo, a veces con espinas; plantas hermafroditas, monoicas o dioicas. Hojas opuestas, subopuestas, verticiladas, fasciculadas o alternas, simples, comúnmente enteras, pinnatinervias; estípulas ausentes.
Inflorescencias comúnmente cimosas, dicasios compuestos paniculados, tirsiformes o capituliformes, terminales o axilares, con 1–3 brácteas o bractéolas subyacentes a cada flor, éstas a veces conspicuas y coloridas (Bougainvillea), libres o fusionadas; flores hipóginas, actinomorfas en Nicaragua; perianto con 1 verticilo, pero con frecuencia semejando ser 2 debido a las brácteas sepaloides y cáliz petaloide como en algunas especies de Mirabilis  o debido a que el cáliz está diferenciado en una parte inferior sepaloide y una parte superior petaloide como en Boerhavia; cáliz connado en la base formando un tubo bien desarrollado, urceolado o campanulado a cilíndrico, ápice (3–) 5 (–8) lobado o dentado, valvado o plegado, frecuentemente petaloide; corola ausente; estambres 1–10 (numerosos), filamentos libres o connados en la base formando un tubo corto, anteras con dehiscencia longitudinal; disco frecuentemente presente; ovario súpero, 1-carpelar, 1 óvulo, estilo largo o corto a ausente, estigma 1, globoso y entero a fimbriado. Fruto un aquenio o una nuez, comúnmente envuelto e inseparable del cáliz persistente (en conjunto se conocen como un antocarpo), carnoso, coriáceo o leñoso.

## Géneros
- Abronia
- Acleisanthes
- Allionia
- Ammocodon
- Andradea
- Anulocaulis
- Belemia
- Boerhavia
- Boldoa
- Bougainvillea
- Caribea
- Cephalotomandra
- Colignonia
- Commicarpus
- Cryptocarpus
- Cuscatlania
- Cyphomeris
- Grajalesia
- Guapira
- Hesperonia
- Izabalaea
- Leucaster
- Mirabilis
- Neea
- Neeopsis
- Nyctaginia
- Okenia
- Oxybaphus
- Phaeoptilum
- Pisonia
- Pisoniella
- Quamoclidion
- Ramisia
- Reichenbachia
- Salpianthus
- Selinocarpus
- Torrubia
- Tripterocalyx